# Миколаївка (Черкаський район)
Микола́ївка — село в Україні, у Черкаському районі Черкаської області, у складі Тернівської сільської громади. У селі мешкає 625 людей.

## Населення

### Мова
Розподіл населення за рідною мовою за даними перепису 2001 року:
| Мова            | Кількість | Відсоток |
| --------------- | --------- | -------- |
| українська      | 590       | 94.40%   |
| російська       | 31        | 4.96%    |
| білоруська      | 1         | 0.16%    |
| інші/не вказали | 1         | 0.48%    |
| Усього          | 625       | 100%     |